# モーリス・ドリール
モーリス・ドリール（Maurice Doreal、本名クロード・ドギンズ Claude Doggins、1902年 - 1963年11月23日）は、アメリカ合衆国のメタフィジカル教師、神智学系グル、スピリチュアルな団体の創設者である。キリストの秘教、カバラ、ヨーガの秘密の教えに通じていると主張した。自分が組織したグループ内で、その教えを説いていた。

## 生涯
1925年、メキシコのユカタン半島のピラミッドでオリハルコン製のエメラルド・タブレットを発見したという。前世ではチベットでイエス・キリストに会見したとも主張していた。
1930年、コロラド州デンバーに白色寺院同胞団（ブラザーフッド・オブ・ザ・ホワイト・テンプル・チャーチ）を創立、オカルトの通信教育を始める。
1939年、1948年に自ら発見翻訳したと主張するエメラルド・タブレットについての著作を出した。
冷戦時代を背景に終末思想を唱えた。1946年に、核戦争から逃れるためにコロラド州セダリヤ近くの山間にシャンバラ・アシュラマというコミュニティを建設し始め、1951年に組織の本部をデンバーからこちらに移し、核戦争があっても安全な場所であると主張した。
1963年11月23日死去。
神智学徒・ヨガ指導者の三浦関造に影響を与え、彼によって日本に紹介された。

## 関連組織

### アメリカ
BWT (Brotherhood of the White Temple) はドリールが設立したアメリカ合衆国コロラド州公認のNPO法人である。

### 日本
日本においては霞ヶ関書房から翻訳書を出している林鐵造の個人活動として白朋舎が設立され、月刊誌『白朋』が毎月発刊されている（2008年1月現在継続中、385号）。竜王文庫からは日本語に訳されたエメラルドタブレットが再版(2007年)された。

## 仕事

### 著書
- 『秘教真義 - ヨガの大殿堂シャンバラと大白色聖同胞団の解明』 林鐵造訳霞ヶ関書房
- 『療法の真義 - 病気治療と健康・幸福への道』林鐵造訳 霞ヶ関書房
- 『聖書の真義』林鐵造訳 霞ヶ関書房
- 『ヨガの真義』 林鐵造訳 霞ヶ関書房
- 『カバラの真義』林鐵造訳 霞ヶ関書房
- 『星化学分析』 竜王文庫

### 編書
- 『エメラルド・タブレット』 林鐵造訳、霞ヶ関書房、1980年
- 『真理の書』 林鐵造編著、年輪花創研、1976年
- 『エメラルド・タブレット』 竜王文庫

### 月刊誌
月刊真理普及誌『白朋』白朋舎発行